# Al Sears
Al Sears fue un saxofonista y compositor de jazz, nacido en Macomb, Illinois, el 22 de febrero de 1910, y fallecido en Nueva York, el 23 de marzo de 1990.
Debutó en 1927, entrando muy pronto a trabajar en la big band de Chick Webb (1928-1930). A comienzos de los años 1930, dirige diversos pequeños combos, aunque abandona la música durante un tiempo. Ya en la década de 1940, volverá a la escena, con Andy Kirk y Lionel Hampton, así como al frente de una banda que incluía a Lester Young. En 1944 entra en la orquesta de Duke Ellington, sustituyendo a Ben Webster, permaneciendo con él hasta 1949, cuando realiza varias grabaciones con Johnny Hodges. Ya en los años 1950, tocará en bandas de rhythm and blues y dirigirá una empresa de ediciones musicales, junto a Budd Johnson.